# Mlinšek
Mlinšek je priimek več znanih Slovencev:
- Alenka Mlinšek (1943–2020), pedagoginja, zborovodkinja
- Borut (Ciril) Mlinšek (1927–2019), veterinar, genetik, prof. BF
- Dušan Mlinšek (1925–2020), gozdarski strokovnjak, krajinski ekolog, univ. profesor, ambasador znanosti RS
- Fran(čišek) Mlinšek (1890–1973), šolnik, čebelar, knjižničar, domoznanec
- Vinko Mlinšek, policist in veteran vojne za Slovenijo